# Epsilon laboriosum
Epsilon laboriosum är en stekelart som först beskrevs av Smith 1864.  Epsilon laboriosum ingår i släktet Epsilon och familjen Eumenidae. Inga underarter finns listade i Catalogue of Life.